# Leppilammit
Iso Leppilampi och Pieni Leppilampi, eller Leppilammit är sjöar i Finland. De ligger i kommunen Pudasjärvi i landskapet Norra Österbotten, i den centrala delen av landet, 600 km norr om huvudstaden Helsingfors. Iso Leppilampi ligger 110,4 meter över havet. Den är 1,7 meter djup. Arean är 59,7 hektar och strandlinjen är 3,64 kilometer lång. Sjön  ingår i Kiminge älvs huvudavrinningsområde. 